# Jamie Lee Blank
Jamie Lee Blank (* 19. Mai 1994 in Berlin) ist eine deutsche Synchronsprecherin.

## Gliederung
Jamie Lee Blank kam 1994 in Berlin zur Welt. Sie ist die jüngere Schwester von Jodie Blank sowie die ältere Schwester von Sammy-Jo Blank. Bekannt ist sie durch die Rolle der Marie in den Filmreihen Die kleine Benimmschule 2 und Die kleine Benimmschule 3. Blank ist vorwiegend als Synchronsprecherin tätig.

## Filmografie
- 2006: Die kleine Benimmschule 2
- 2008: Die kleine Benimmschule 3

## Synchronarbeiten (Auswahl)

### Filme
- 2004: Der Hals der Giraffe (Le Cou de la girafe) für Louisa Pili als Mathilde
- 2012: Die Schneekönigin – Eiskalt verzaubert (Sneschnaja korolewa, Animationsfilm) als Gerda
- 2018: 22. Juli (22 July) für Selma Strøm Sönmez als Bano Rashid
- 2024: Madame Web für Isabela Merced als Anya Corazon

### Serien
- 2000–2015: Dora (Dora the Explorer, Zeichentrickserie) als kleiner Stern
- 2001–2007: Die Häschenbande (La Famille Passiflore, Animationsserie) als Quinie
- 2006: Leroy & Stitch für Daveigh Chase als Lilo
- 2007–2010: Meine Freunde Tigger und Puuh (My Friends Tigger and Pooh, Animationsserie) als Darby
- 2014: Eyewitness – Die Augenzeugen (Øyevitne) für Nini B. Kristiansen als Mia
- 2014–2016: 100 Dinge bis zur Highschool (100 Things to Do Before High School) für Isabela Moner als CJ Martin
- 2016: Magie Akademie (WITS Academy) für Meg Crosbie als Emily Prescott
- 2016–2018: Love für Iris Apatow als Arya Hopkins
- 2020: The Big Show Show für Reylynn Caster als Lola
- 2020, 2023: Navy CIS für Victoria Barnes als Whitley und für Nikko Austen Smith als Amanda Grayson
- 2022–2023: Navy CIS: L.A. für Ava McCoy als Jordyn Roundtree und für Thal Gondim als Crystal Perez
- 2023: Navy CIS: Hawaiʻi für Nicole Rombaoa als Gabby